# Xavier Ameil
Pour les articles homonymes, voir Famille Ameil et Ameil.
Xavier Ameil, né le 7 janvier 1923 à Paris 9e et mort le 18 avril 2021 à Bourgueil (Indre-et-Loire), est un ingénieur de Thomson-CSF et l'un des protagonistes de l'affaire Farewell au début des années 1980.

## Biographie
Diplômé de l'École polytechnique, Xavier Ameil devient ingénieur et intègre Thomson-CSF. À Paris, son chef Jacques Prévost lui fait rencontrer un agent de la DST. En tant que personnalité « neutre », il est chargé de rencontrer en Russie un agent du KGB ayant lancé un appel et de le tester pour les services français. Xavier Ameil accepte. « J'aime rendre service » déclare-t-il a posteriori. Officiellement, il est délégué général de Thomson en Union soviétique.
Avec Jacques Prévost (directeur des ventes de Thomson-CSF en URSS), il permet aux services secrets français (la DST) de faire passer de nombreuses informations provenant de l'agent soviétique Vladimir Vetrov (Farewell) à l'Ouest. Le Français ne rencontrera Vetrov que cinq fois durant l'année 1981, entre février et mai. Il a pris des risques énormes en acceptant d’entrer en contact avec Vetrov car il n’avait aucune couverture diplomatique, contrairement à son successeur, qui était professionnel, attaché militaire auprès de l'ambassade de France.
Les informations de Vetrov ont permis de démanteler une grande partie des réseaux d'espionnages industriels et scientifiques soviétiques au moment même où les États-Unis lançaient l'Initiative de défense stratégique, visant à relancer une course aux armements que l'URSS ne pouvait économiquement et techniquement plus se permettre.
Concrètement, il retrouvait son contact dans sa Renault 20 de fonction et en réalisait ensuite des photocopies en fin de semaine à son bureau, aidé de sa femme, laquelle s'occupait de trier les documents. Les copies étaient ensuite rapportées en Europe via la valise diplomatique. Xavier Ameil avait pris certaines habitudes, comme celle de ne pas se retourner dans la rue pour vérifier s'il était suivi, ce qui aurait attiré la suspicion. Au fil du temps, le nombre de documents (certains signés Andropov) se fait de plus en plus important. Après la dernière livraison, Xavier Ameil doit lui-même passer la douane avec les documents, un « passage [...] particulièrement périlleux » .
Il quitte définitivement Moscou et prend immédiatement sa retraite, qu'il passe en Touraine avec son épouse.
En 1983, il est nommé officier de la Légion d'honneur, officiellement pour « services rendus au commerce extérieur ». En lui remettant sa rosette, le président François Mitterrand lui susurre « je sais tout ce que vous avez fait ». Dans le public présent à la cérémonie, personne ne connaît ses états de service.
Xavier Ameil est mort le 18 avril 2021 à Bourgueil,, à l’âge de 98 ans.